# John Amaechi
John Uzoma Ekwugha Amaechi (Boston, 26 de novembro de 1970) é um ex-jogador de basquete britânico, que atuou em cinco temporadas da NBA. Em sua autobiografia intitulada Man in the Middle, lançada em 2007, John Amaechi revelou ser gay.  Amaechi foi o primeiro atleta com passagem pela NBA a assumir publicamente a homossexualidade.